# Georg Friedrich Händel
Georg Friedrich Händel (ang. George Frideric Handel lub George Frederick Handel; pol. Jerzy Fryderyk Händel (wym. [hændəl]); ur. 23 lutego 1685 w Halle, zm. 14 kwietnia 1759 w Londynie) – niemiecki kompozytor późnego baroku, który dokonał syntezy barokowych osiągnięć muzycznych, zwłaszcza niemieckich, włoskich i angielskich. W 1727 roku stał się poddanym Wielkiej Brytanii. Jest narodowym kompozytorem tego kraju. Komponował liczne gatunki muzyki baroku, między innymi opery i oratoria. Händel zaliczany jest do najwybitniejszych twórców muzyki późnego baroku.

## Życiorys

### Dzieciństwo i młodość

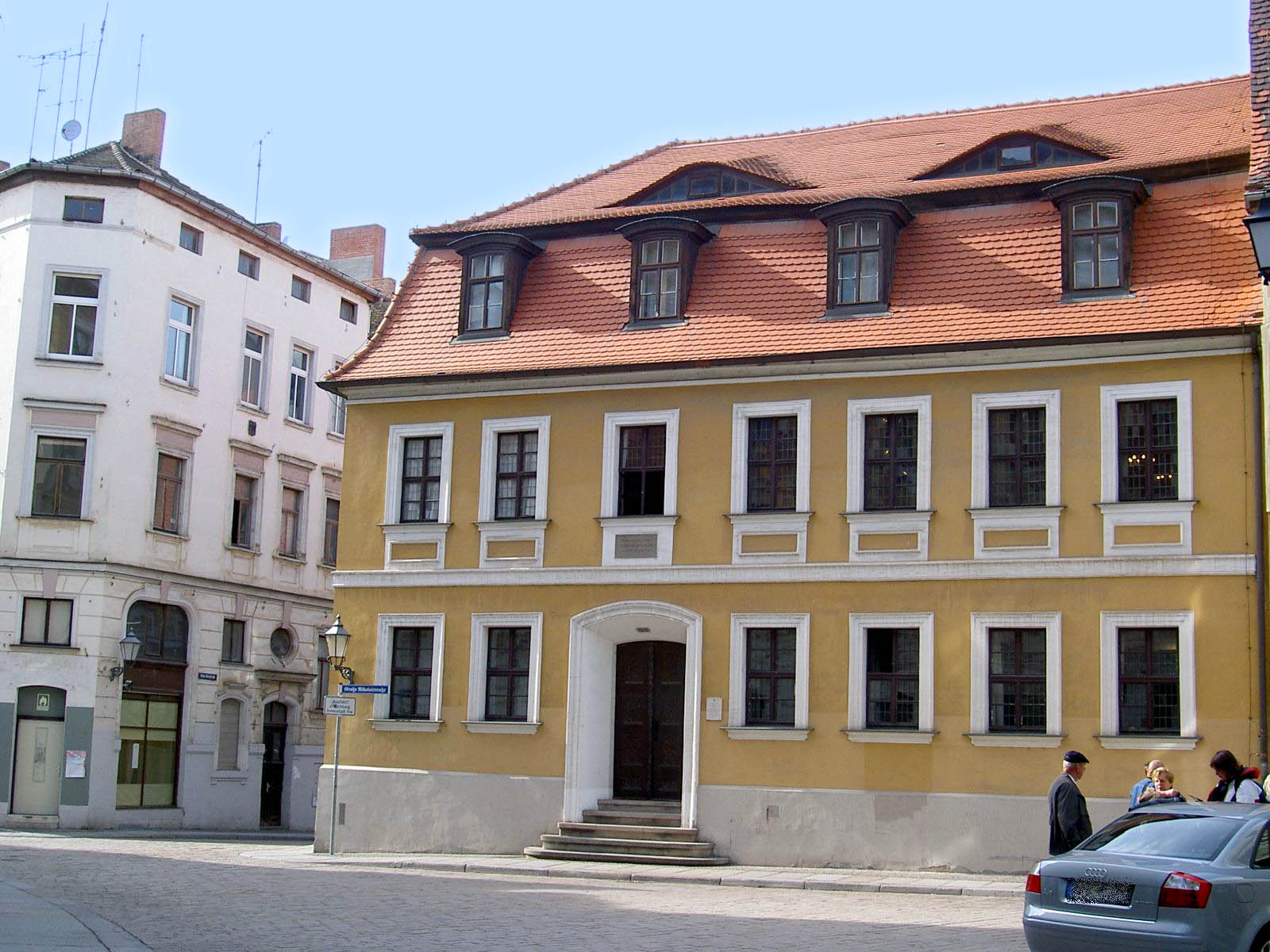
Dom urodzenia Händla, Halle

Händel urodził się w 1685 roku w niemieckim mieście Halle w rodzinie bez tradycji muzycznych. Jego ojciec, Georg Händel, był cyrulikiem na miejscowym dworze w Weissenfels. W wieku sześćdziesięciu lat – po śmierci pierwszej żony – ożenił się ponownie ze znacznie młodszą kobietą, która urodziła czwórkę dzieci, w tym Georga Friedricha Händla. Talent muzyczny ich syna objawił się wcześnie. John Mainwaring, autor pierwszej biografii kompozytora, wydanej kilka lat po śmierci Händla, pisał o chłopcu grającym potajemnie na klawikordzie na strychu domu w Halle. Mało prawdopodobne, by rzeczywiście działo się to bez zgody ojca. Wiadomo, że Georg senior lekceważył muzykę i sztukę kompozytorską jako sposób zarabiania pieniędzy, lecz przypadkowy popis syna w grze na organach zrobił wielkie wrażenie na lokalnym władcy. Nalegał on, by ojciec pozwolił synowi na edukację muzyczną. Ojciec przystał na to pod warunkiem, że młodzieniec będzie również studiował prawo. Händel rzeczywiście zaczął studia prawnicze na Uniwersytecie w Halle od 1702 roku, jednak po pewnym czasie zrezygnował. Również w 1702 roku został mianowany organistą kościoła katedralnego w Halle. Gry na organach uczył Händla od 1696 roku Friedrich Wilhelm Zachau, utalentowany muzyk i kompozytor. W 1701 roku młody Händel poznał Georga Philippa Telemanna, z którym utrzymywał przyjazne kontakty przez wiele lat. Dzięki niemu Händel poznał operę, Telemann bowiem był poważnie zaangażowany w rozwój tej dziedziny sztuki w Lipsku. W 1704 roku przyszły kompozytor postanowił zrezygnować z kariery organisty i opuścił rodzinne Halle, by udać się do Hamburga.

### Hamburg i opera
XVII-wieczny Hamburg był wówczas centrum sztuki operowej w Niemczech. W 1678 roku powstała tu pierwsza w tym kraju instytucja opery publicznej, Oper am Gänsemarkt, gdzie Händel został zatrudniony jako skrzypek i klawesynista, a wkrótce rozpoczął pisanie oper. Źródłem inspiracji do napisania jego hamburskich dzieł była muzyka Reinharda Keisera – słynnego niemieckiego kompozytora i dyrektora hamburskiej opery. W 1704 doszło do pojedynku między Händlem a jego kolegą, kompozytorem i śpiewakiem, Johannem Matthesonem. Podczas przedstawienia opery Matthesona, Cleopatry, Händel zastępował Matthesona przy klawesynie, gdy ten ostatni śpiewał jako solista, ale po zejściu Matthesona ze sceny nie odstąpił mu miejsca klawesynisty. Wzburzony Mattheson natarł na Händla z wyciągniętą szpadą, a ten zasłonił się partyturą Cleopatry. Według innej wersji (podanej przez samego Matthesona) kompozytorzy stoczyli pojedynek pod wpływem podekscytowanych kłótnią słuchaczy, a Händla miał uratować mosiężny guzik jego surduta. Już tego samego wieczoru obaj muzycy byli pogodzeni i spożywali wspólną wieczerzę w jednej z hamburskich oberż. W 1705 roku Händel wystawił w Hamburgu swoją pierwszą operę, Almirę. Słuchacze docenili tę kompozycję – została powtórzona dwadzieścia razy. W tym samym roku odbyła się premiera kolejnej opery Händla Nero, tym razem bez sukcesu, przede wszystkim ze względu na wady libretta.

### Pobyt we Włoszech
W 1706 roku Händel wyjechał z Hamburga i udał się do Włoch. Podczas czteroletniego pobytu w Italii poznał słynnych włoskich kompozytorów – Arcangela Corellego, Domenica Scarlattiego i jego ojca Alessandra. Händel urodził się w tym samym roku, co Domenico Scarlatti i Johann Sebastian Bach. We Florencji wystawił z sukcesem swoją pierwszą włoską operę Rodrigo (1707). Popularność zdobyła także późniejsza opera Agrippina z 1710 roku, którą wystawiano aż dwadzieścia siedem razy z rzędu. Wcześniej, w 1707 roku, Händel skomponował dzieło oparte na psalmie Dixit Dominus. Do dziś pozostaje ono dowodem na to, jak szybko kompozytor osiągnął dojrzałość artystyczną. Händel w czasie pobytu we Włoszech napisał także kilka innych kompozycji sakralnych, między innymi Nisi Dominus, Salve Regina. Te religijne kompozycje ukazują, jak skutecznie młody Händel przyswoił sobie specyfikę i osiągnięcia włoskiej muzyki religijnej. W czasie czteroletniego pobytu w Italii Händel skomponował liczne kantaty świeckie, w tym na głos solowy i basso continuo. Traktował je jako okazję do nauki i przyswojenia sobie włoskich arii. Istotne są też skomponowane wtedy dwa oratoria – pierwsze to świeckie oratorium Il Trionfo del Tempo e del Disinganno (Triumf Czasu i Rozczarowania) (1707), napisane do tekstu kardynała Benedetta Pamphiliego, natomiast drugie (La Resurrezione) z 1708 roku porusza tematykę religijną. Oratoria te mają podobną budowę, zbliżoną do konstrukcji oper Händla, z dominacją partii solowych. Händel w swojej włoskiej twórczości nawiązywał bowiem do opery neapolitańskiej, reprezentowanej między innymi przez Alessandra Scarlattiego. W późniejszych, angielskich oratoriach Händla chór spełnia zdecydowanie większą rolę.

### Hanower i początki działalności w Anglii

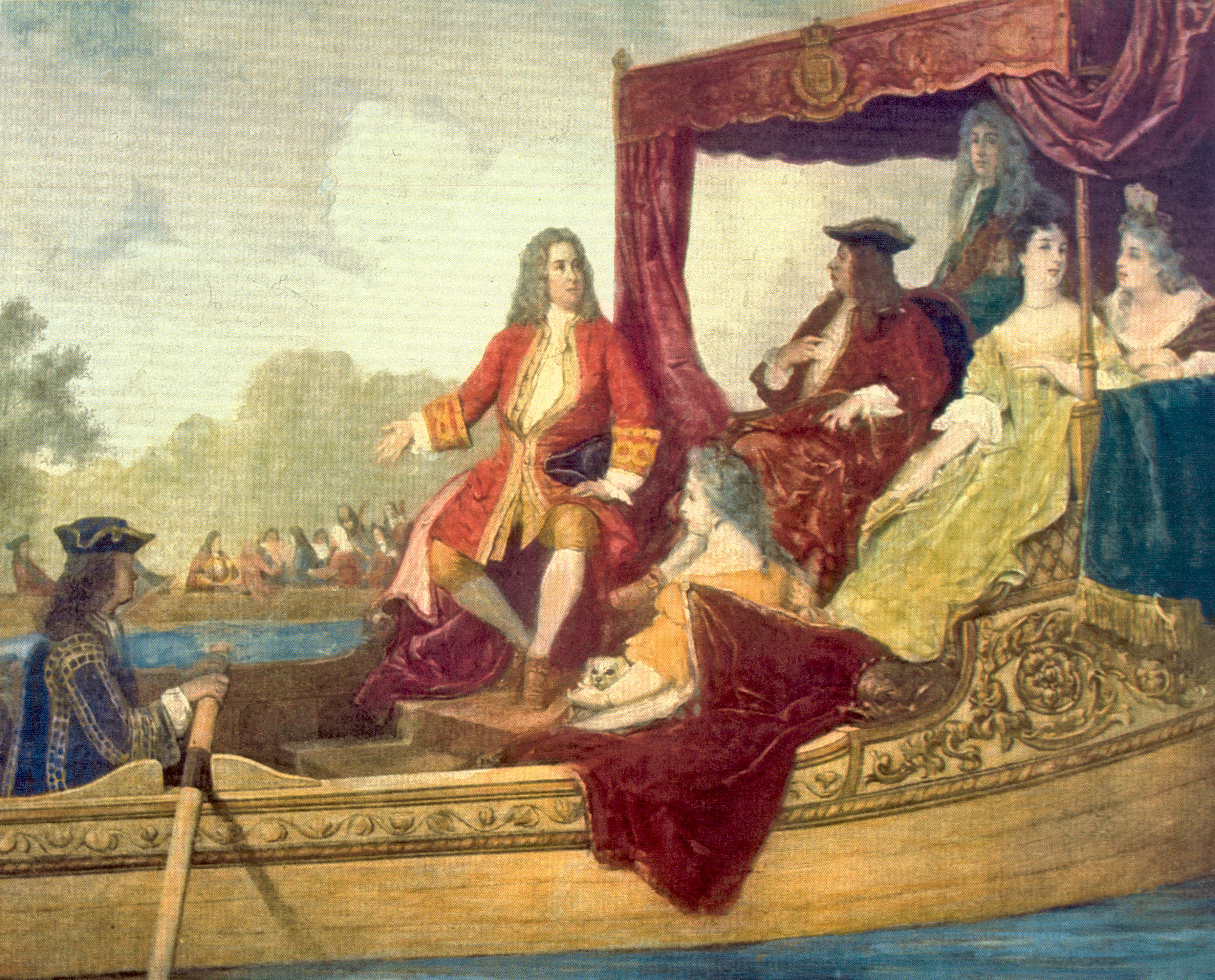
Händel wraz z królem Jerzym I na Tamizie

Po powrocie z Italii Händel został w 1710 roku muzykiem na dworze Jerzego Ludwika, elektora Hanoweru (późniejszego króla Jerzego I Hanowerskiego). Elektor zatrudnił go na dogodnych warunkach – Händel mógł na życzenie wyjechać z Hanoweru na długi okres w dowolne miejsce. Kompozytor już po kilku miesiącach skorzystał z tego uprawnienia i w 1711 roku wyjechał do Anglii, gdzie z powodzeniem zaprezentował operę Rinaldo (1711); wystawiana była przez piętnaście wieczorów. Pod koniec sezonu Händel powrócił do Hanoweru, ale po kilku miesiącach ponownie poprosił elektora o zgodę na wyjazd do Anglii. Zachęcony angielskim sukcesem Rinalda Händel w 1712 roku postanowił przeprowadzić się tam na stałe, co wiązało się z niedotrzymaniem obietnicy danej Jerzemu Ludwikowi. Kompozytor musiał się liczyć z tym, że elektor Hanoweru, zgodnie z ustaleniami Act of Settlement, może po śmierci królowej Anny zostać królem Wielkiej Brytanii. Brytyjczycy spragnieni byli świeckiej muzyki, ponieważ od śmierci Henry’ego Purcella nie było w tym kraju dobrych kompozytorów operowych. Händel nie był jedynym muzykiem, który uświadomił sobie istnienie zapotrzebowania na opery. Zdawał sobie z niego sprawę także Giovanni Battista Bononcini; obaj byli głównymi kompozytorami Royal Academy of Music i z czasem zaczęli ze sobą rywalizować. W tym okresie Händel, poza pisaniem oper, skomponował kilka dzieł, które nawiązywały do angielskich tradycji muzycznych, w tym Odę na urodziny królowej Anny na początku 1713 roku oraz Utrecht Te Deum z okazji podpisania Traktatu Utrechckiego, wykonane 7 lipca 1713 roku w katedrze św. Pawła.
Do czasu założenia Royal Academy of Music Händel przebywał (od 1717 roku) w nowo wybudowanym pałacu Cannons na dworze księcia Chandos jako kompozytor-rezydent. Stanowisko dyrektora muzycznego pełnił tam już od dłuższego czasu Johann Pepusch. W tym czasie Händel skomponował cykl 11 hymnów Chandos Anthems oraz Chandos Te Deum. Hymny te wyrażają händlowskie skłonności eklektyczne – do jego stylu przyczyniła się muzyka niemiecka, włoska i angielska (z tej ostatniej zwłaszcza kompozycje Purcella). W Cannons kompozytor napisał również dwie maski – utrzymaną w pastoralnym stylu Acis and Galatea oraz Esther, o tematyce religijnej. W późniejszym okresie Händel przekształcił drugą maskę w oratorium (1732). Ponadto w 1717 roku Händel wystawił na barce na Tamizie Water Music dla króla Jerzego I Hanowerskiego.

### Okres komponowania oper

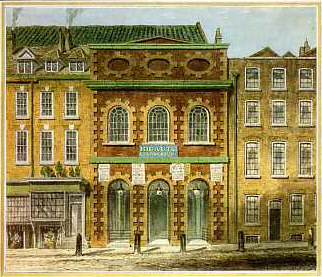
King’s Theatre przy Haymarket, Londyn

W 1719 roku angielska arystokracja z poparciem króla Jerzego I założyła Royal Academy of Music, towarzystwo muzyczne, w którym Händel został „mistrzem orkiestry z pensją”. Po kilku latach Akademia ta zbankrutowała (1728), jednak lata dwudzieste były okresem największych triumfów oper Händla. W 1724 roku powstały dwie opery kompozytora, które odniosły wówczas duży sukces: Juliusz Cezar w Egipcie i Tamerlano. W 1725 roku Händel napisał operę Rodelinda z charakterystyczną arią: Vivi tiranno. W lutym 1727 roku król Jerzy I złożył podpis pod aktem naturalizacji Händla. W tym samym roku Händel skomponował z okazji koronacji króla Jerzego II Hanowerskiego cztery Coronation Anthems. Jeden z nich – Zadok the Priest – jest wykonywany podczas każdej kolejnej uroczystości koronacyjnej monarchów brytyjskich.
W 1728 roku brytyjscy twórcy próbowali reanimować angielską sztukę operową przez wystawienie Opery żebraczej do libretta Anglika Johna Gaya, jednak z muzyką kompozytora niemieckiego Johanna Pepuscha. To nietypowe dzieło, wystawiane wielokrotnie i będące między innymi reakcją na opery Händla i Porpory, zniechęciło część publiczności do oper włoskich. W 1733 roku pojawił się na polu kompozytorskim konkurent Händla w osobie Nicola Porpory. Prowadził on towarzystwo muzyczne Opera of the Nobility. Porpora stanowił dla Händla zagrożenie nie tylko z racji swego talentu kompozytorskiego i dysponowania w zespole wielkimi śpiewakami (Farinelli, Senesino), lecz także z powodu poparcia udzielonego mu przez księcia Walii Fryderyka Ludwika oraz opozycyjnych wobec króla arystokratów i polityków. Kwestie polityczne bowiem również wpływały na wybór opery przez publiczność. Pierwszą operą, którą Porpora wystawił w Londynie, była Arianna in Nasso (1733), później napisał Polifema (1735). Händel, starając się przyciągnąć słuchaczy, skomponował między innymi operę Alcina o tematyce czarodziejskiej (1735), a potem operę Serse (1738) ze znaną arią Ombra mai fu. Ta ostatnia nie odniosła jednak sukcesu. W 1734 roku Händel zerwał kontrakt z Johnem Heideggerem – dyrektorem teatru King’s Theatre przy Haymarket, w którym dotychczas kompozytor wystawiał swoje opery – i przeniósł się do nowo wybudowanego Theatre Royal w Covent Garden. Po kilku latach jednak odnowił współpracę z Heideggerem. W 1737 roku Opera of the Nobility zbankrutowała, a Porpora opuścił Londyn.

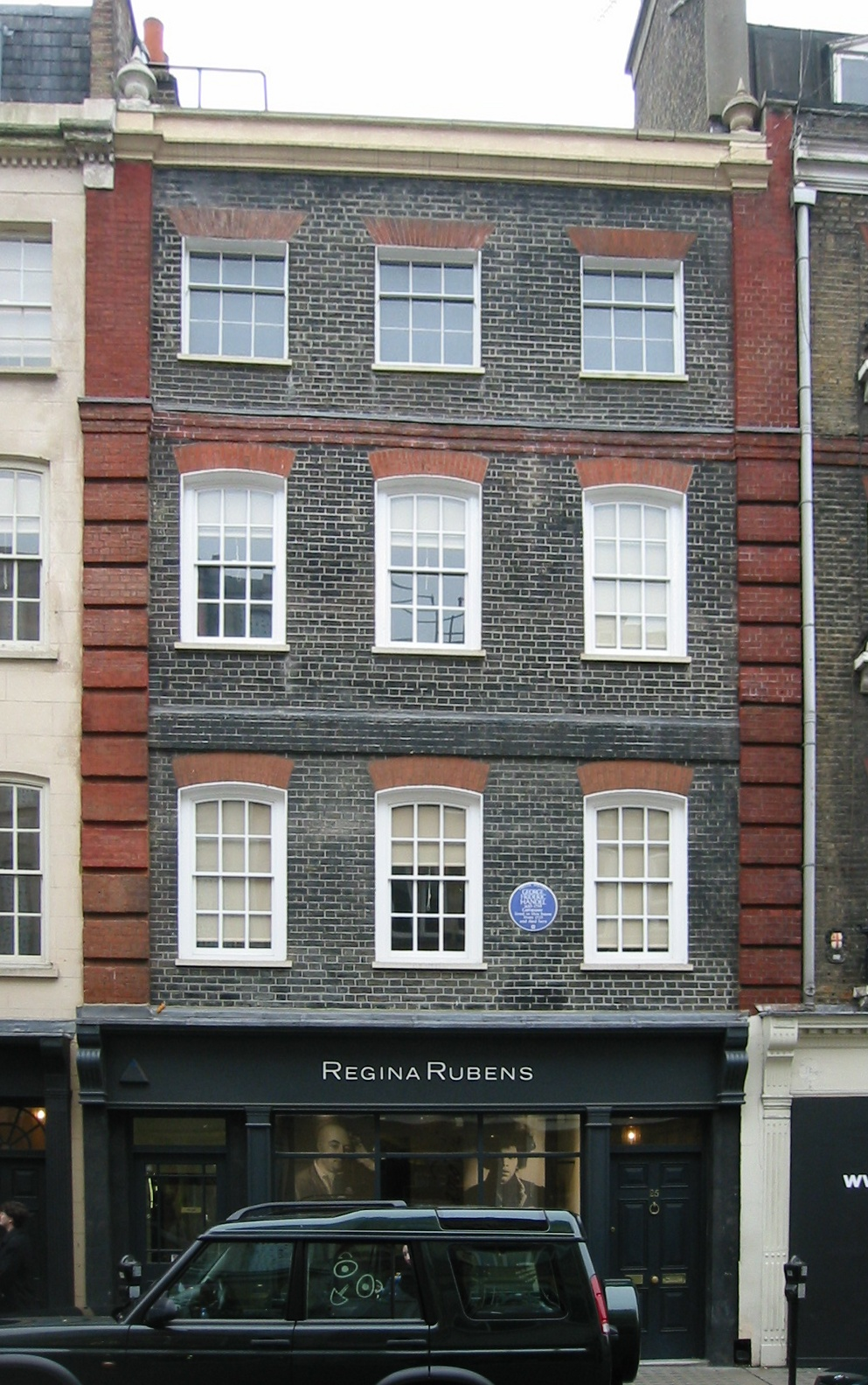
Dom Händla przy Brook Street 25, Londyn

W kwietniu 1737 roku zdrowie kompozytora znacząco się pogorszyło. Ówczesne gazety pisały o paraliżu prawej ręki Händla (London Evening Post, 14 maja), który uniemożliwiał mu przez kilka miesięcy wykonywanie własnych kompozycji. We wrześniu Händel pojechał na terapię do Akwizgranu; okazała się ona skuteczna, i już w listopadzie powrócił do Londynu. Wcześniej, bo w marcu 1737 roku, odbyła się premiera przerobionej i poszerzonej wersji włoskiego oratorium Händla (Tryumf Czasu i Rozczarowania) pod nowym tytułem Il Trionfo del Tempo e della Verita (Triumf Czasu i Prawdy). W tym okresie Londyn odwiedził Francesco Geminiani, z którym Händel już w 1715 roku – podczas poprzedniej wizyty Włocha – zawarł przyjaźń. Geminiani wydał w Londynie swoje Concerti Grossi, co zainspirowało Händla do wydania w 1739 roku własnych Concerti Grossi op. 6. Przy Brook Street 25 (obecnie jest tam muzeum Händla i Hendrixa), gdzie mieszkał on od 1724 roku do końca życia, jego sąsiadem był Maurice Greene – kompozytor angielski, mniej znany od Händla, co nie przeszkadzało im utrzymywać stosunków dobrosąsiedzkich. Greene pisał muzykę, której – jak miał stwierdzić Händel – „brakowało powietrza”. Tuż obok przy Brook Street 23, w 1969 roku zamieszkał Jimi Hendrix, któremu również urządzono tu muzeum.
Do 1741 roku, do momentu premiery ostatniej w dorobku artysty opery, Händel skomponował kilka oratoriów; stanowiły one zapowiedź tego okresu w działalności kompozytora, w którym komponował przede wszystkim oratoria. W 1736 roku odbyła się premiera ody Händla Alexander’s Feast, wykonywanej później wielokrotnie. Również istotne były wykonania kolejny choratoriów (po Esther, Deborze, Athalii) – Saula oraz Izraela w Egipcie w 1739 roku. Oratorium Izrael w Egipcie londyńska publiczność przyjęła z dystansem. W kompozycji przeważają partie chóralne, partie solowe są nieliczne. Już nigdy później Händel w oratorium nie zredukował tak radykalnie roli solistów na rzecz chóru.

### Okres komponowania oratoriów
Georg Friedrich Händel zauważył, że Anglicy pragną słuchać dzieł wokalnych śpiewanych po angielsku. Dlatego już w 1732 roku wystawił w Londynie swoje pierwsze angielskie oratorium Esther, które skomponował w czasie pobytu w Cannons, a później znacząco przekształcił, dodając między innymi hymn koronacyjny Zadok the Priest. W 1733 roku w Oksfordzie wystawił trzecie (po Esther i Deborze) angielskie oratorium, Athalia. W następnych latach również komponował oratoria (np. Saula), a od lat czterdziestych całkowicie zaniechał komponowania oper na rzecz oratoriów. Jego ostatnią operą była Deidamia, wystawiona w 1741 roku; wystawiona była tylko trzy razy. Händel porzucił pisanie oper ze względu na spadek popularności opery włoskiej. Kompozytor zauważył bowiem, że oratoria w języku angielskim są bardziej cenione przez londyńską publiczność niż włoska opera seria. Najsławniejszym z jego oratoriów jest Mesjasz, najpierw wystawiony w Irlandii w 1742 roku, a następnie w 1743 roku w Londynie. Najbardziej znanym fragmentem kompozycji jest chór Hallelujah, a według tradycyjnego przekazu król Jerzy II wstał z miejsca podczas jego wykonywania. Pomimo zalet artystycznych Mesjasz został przyjęty przez londyńską publiczność chłodniej niż w Dublinie. Pozostałe Händlowskie oratoria przedstawiają również wysoki poziom artystyczny, zarówno w ariach, jak i w partiach chóralnych. W 1743 roku w Londynie odbyła się premiera kolejnego oratorium Händla, Samson, które odniosło duży sukces ze względu na wyrazistą warstwę muzyczną i dramatyczną akcję. Zarówno entuzjastyczne przyjęcie jego dzieł w Irlandii, jak i powodzenie Samsona w Anglii zachęciło kompozytora do dalszego pisania oratoriów. Również w 1743 roku Händel skomponował podniosłe Dettingen Te Deum z okazji zwycięstwa angielskiej armii pod Dettingen.

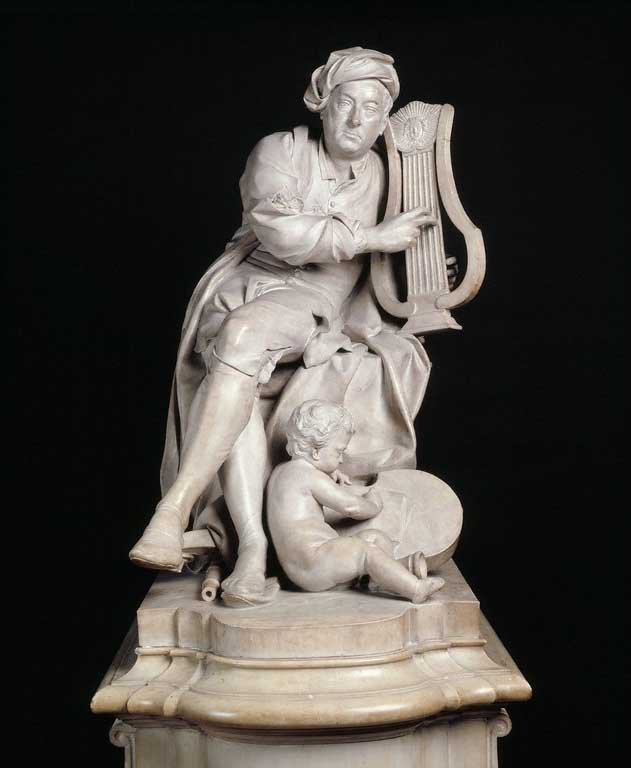
Marmurowy posąg Händla z 1738 roku

Oratoria Mesjasz i Izrael w Egipcie spotkały się z krytyką ówczesnych środowisk protestanckich, które sprzeciwiały się wystawianiu w teatrze dzieł zawierających słowa Pisma Świętego. Muzykę innych oratoriów, jak na przykład Saula (1739), Samsona (1743), Judy Machabeusza (1747), Salomona (1749), Jeftego (1752) kompozytor pisał do tekstów poetyckich opartych na Biblii. Niektóre oratoria Händla poruszają tematykę mitologiczną – Semele (1744), Herkules (1745).
Najsławniejszym librecistą Händla był Charles Jennens, który napisał między innymi libretto do Mesjasza.
Charakterystycznym elementem wykonań oratoriów Händla były jego koncerty instrumentalne, grane w przerwach między aktami (np. koncerty organowe). W 1749 roku Händel skomponował Muzykę dla Królewskich Ogni Sztucznych z okazji podpisania traktatu w Akwizgranie.
W ostatnich latach życia Händel wydał dwa oratoria – Jefte (1752) oraz The Triumph of Time and Truth (Triumfu Czasu i Prawdy; 1757). O ile muzyka pierwszego dzieła była nowa i stanowiła podsumowanie muzycznego dorobku Händla, to Triumf Czasu i Prawdy jest jedynie rozszerzoną wersją młodzieńczego oratorium, jednak już z tekstem angielskim. Dla miłośników muzyki Händla znaczące jest, że oratorium o właśnie takim tytule jest jego ostatnią kompozycją. W 1751 roku, gdy Händel komponował oratorium Jefte, jego wzrok znacząco się pogorszył, przez co musiał przerwać pracę nad kompozycją. Wyjechał wówczas do wód w Bath i Cheltenham, jednak leczenie nie przyniosło rezultatu. Z trudem ukończył to oratorium. Pomimo utraty wzroku w lewym oku i pogarszającego się stanu prawego oka, kompozytorowi udało się zaprezentować prawykonanie nowego oratorium w 1752 roku. Pod koniec tego roku, po dalszym pogorszeniu wzroku, Händel postanowił poddać się operacji. Wykonał ją chirurg księcia Walii, William Bromfield. Na pewien czas kompozytor odzyskał wzrok, ale już w styczniu całkowicie go stracił. Pod koniec życia Händel jeszcze raz podjął próbę wyleczenia wzroku; poprosił o wykonanie zabiegu sławnego wędrownego okulistę, Johna Taylora, który operował również Bacha. Podobnie jak w przypadku Bacha, wzrok Händla się nie polepszył. Zmarł 14 kwietnia 1759 roku w Wielką Sobotę. Został pochowany 20 kwietnia w Opactwie Westminsterskim. Na jego pogrzebie było około 3000 osób.
Händel był sławny za życia w całej Europie i sława ta przetrwała do czasów obecnych. Uznawany jest, wraz H. Purcellem, za brytyjskiego kompozytora narodowego. Jako człowiek Händel cechował się poczuciem humoru. Nigdy się nie ożenił. Znany był ze swojego zamiłowania do jedzenia i wina, a także z działalności charytatywnej.

## Twórczość

### Muzyka Händla
Händel jest uważany za jednego z największych kompozytorów epoki barokowej. W jego kompozycjach pojawia się większość ówczesnych gatunków muzycznych, w tym opery (w stylu włoskiego gatunku opera seria) i oratoria. W utworach Händla rola polifonii została zredukowana na rzecz faktury łączącej polifonię z homofonią. W jego dziełach można jednak spotkać także kunsztowne wykorzystanie głosów, np. w poczwórnej fudze z Alexander’s Feast. Melodyka dzieł Händla charakteryzuje się wyrazistością. Wpłynęły na nią muzyczne style krajów, w których przebywał. Ponadto na kompozycje Händla w silny sposób oddziałała muzyka taneczna. Na podkreślenie zasługuje również wykorzystywanie orkiestry w dziełach chóralnych Händla oraz instrumentacja jego kompozycji. W operze Juliusz Cezar w Egipcie oraz w oratorium Alexander Balus – w związku z dalekowschodnią tematyką – kompozytor wprowadził harfy i mandoliny. W oratorium Saul włączył do zespołu instrumentalnego rzadko używany wówczas carillon, który szczególnie słychać w momencie „tańca kobiet izraelskich”.
Händel znany jest przede wszystkim ze swoich licznych oratoriów. Rozwinął nowy, barokowy gatunek muzyczny, jakim było właśnie oratorium. Późniejsi twórcy oratoriów, jak np. Joseph Haydn, nawiązywali do twórczości Händla. Przyczynił się także do rozwoju angielskiej muzyki sakralnej, zwłaszcza anthemu (hymn). Napisał on dwa cykle anthemów (Chandos Anthems i Coronation Anthems). W swoich hymnach Händel, choć nawiązywał do wcześniejszych dzieł angielskich twórców, to jednak rozwinął tradycyjne anthem kantatowe. W znanych dziełach Water Music (1717) i Muzyka dla Królewskich Ogni Sztucznych (1749) Händel znacząco rozbudował sekcję instrumentów dętych, co stanowiło rzadkość dla barokowej muzyki instrumentalnej. Było to związane z wykonaniem wspomnianych dzieł na wolnym powietrzu. Również dokonania Händla z zakresu oper są istotne. W jego niektórych operach bowiem, jak np. w Orlando, nastąpił wzrost składnika dramatycznego, co poprzedzało reformę operową Glucka. Ponadto część arii operowych Händla, np. z opery Agrippina, została skomponowana w stylu monofonicznym, z silnym wyakcentowaniem jednej linii melodycznej, co stanowiło zapowiedź nowego stylu muzycznego galant.
Jedną ze specyficznych cech muzyki händlowskiej są częste zapożyczenia, zarówno z kompozycji własnych, jak i cudzych. Większość zapożyczeń Händla pochodzi z jego własnych dzieł. W ówczesnych czasach praktyka zapożyczeń była powszechnie stosowana przez kompozytorów. Własne kompozycje Händel nierzadko wykorzystywał ponownie lub przekształcał, na przykład jeden z koncertów z cyklu Concerti a due cori jest instrumentalną kompilacją jego wcześniejszych dzieł (np. Ody na urodziny królowej Anny, Mesjasza). Jednak bardziej kontrowersyjne wydają się liczne zapożyczenia z utworów innych kompozytorów (np. Carissimiego, Telemanna, Stradelli, Keisera, Muffata, Uria). Na przykład w Dettingen Te Deum Händel wykorzystał Te Deum Uria, które mógł kupić podczas pobytu w Italii, w The Occasional Oratorio Händel dosłownie zacytował ustęp z Musique de Table Telemanna. Jednak nie wszystkie zapożyczenia Händla z cudzych utworów były dosłowne – często przerabiał on i udoskonalał zapożyczony materiał muzyczny. Fragmenty dzieł innych kompozytorów, jakie Händel wykorzystywał, nie zaburzały stylu jego kompozycji, ponieważ korzystał tylko z tych utworów, które postrzegał jako bliskie własnej muzyce.
Bardzo często dokonuje się porównania muzyki Händla i Bacha, ponieważ kompozytorzy ci należeli do twórców późnobarokowych, a także urodzili się w tym samym roku (1685). Kompozytorzy jednak nigdy się nie spotkali. Pomimo to niemiecki muzykolog Paul Barz napisał sztukę teatralną Kolacja na cztery ręce, która przedstawia wymyślone przez autora spotkanie dwóch muzyków w 1747 roku w Hotelu Turyńskim. Manfred Bukofzer, znany badacz muzyki barokowej, dokonał porównania muzyki Bacha i Händla. Zaznaczył, że styl obu kompozytorów jest odmienny, zarówno w stosowanej technice kompozytorskiej, jak i w melodyce. Händel w swoich utworach zredukował rolę polifonii, natomiast u Bacha polifonia ma o wiele większe znaczenie. Bukofzer stwierdził: Händel traktuje kontrapunkt jedynie jako środek do uzyskania określonego wyrazu dramatycznego, o czym świadczą nagłe zmiany faktury w jego utworach chóralnych, Bach natomiast uważa kontrapunkt za cel sam w sobie, co oznacza konieczność konsekwentnego stosowania tej techniki. Ponadto melodyka Händla jest zupełnie różna od melodyki Bacha – u Händla jest ona bardziej „prosta”, natomiast melodyka Bacha bardziej „złożona”. Bukofzer, podsumowując swoje porównanie, zauważył: Odznaczająca się swobodnym układem głosów polifonia Händla oraz ściśle linearna, instrumentalna polifonia Bacha stanowią dwa bieguny w muzyce późnego baroku.

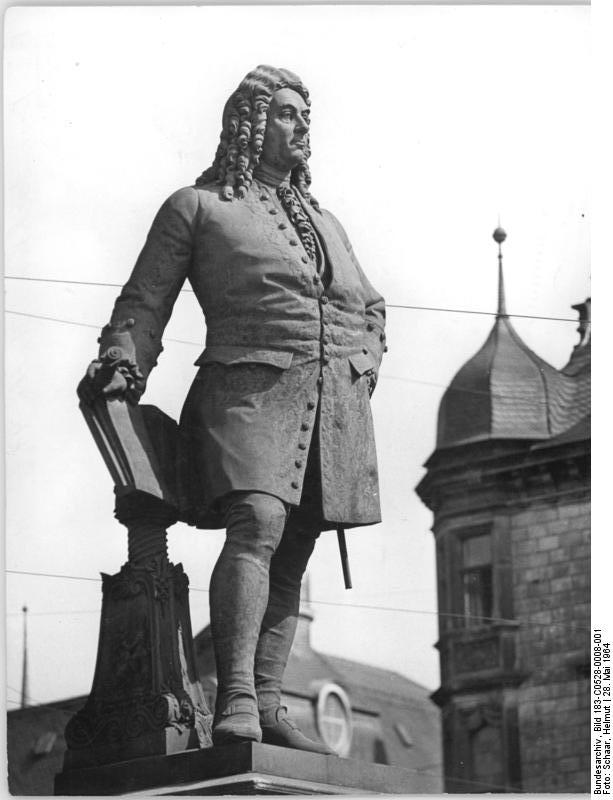
Pomnik Händla, Halle

Muzykę Händla znali Joseph Haydn, Wolfgang Amadeus Mozart i Ludwig van Beethoven. Haydn był obecny w Anglii w 1791 roku, gdzie słyszał wykonania podniosłych dzieł Händla. Według relacji Williama Shielda, który wówczas mu towarzyszył, Haydn był pod wielkim wrażeniem kompozycji Händla. Mozart, choć przerabiał partytury kompozycji händlowskich, uznawał go jednak za wybitnego twórcę: Händel wie lepiej niż ktokolwiek z nas, co wywoła efekt. Kiedy chce, uderza niczym grom. Beethoven także wyrażał uznanie dla muzyki Händla. W 1823 roku powiedział Edwardowi Schulzowi, że Händel jest największym kompozytorem, jaki kiedykolwiek żył. Odkryłbym głowę i uklęknął przy jego grobie!. Ponadto w 1724 roku do Londynu przyjechał kompozytor szwedzki Johan Helmich Roman, który wykorzystał sposobność rozmowy z Händlem i słuchania jego muzyki. Styl händlowski wpłynął na Drottingsholmsmusiken (1744) Romana. W 1745 roku Händla odwiedził Christoph Willibald Gluck, znany ze swoich planów wczesnoklasycystycznej reformy, które później urzeczywistnił. Händel był dla niego uprzejmy i udzielił mu rad, o jakie ten prosił, ale prywatnie w rozmowie ze swą wielbicielką Susanne Cibber stwierdził, że Gluck nie wie więcej o kontrapunkcie niż mój kucharz, Waltz, który zarazem był śpiewakiem współpracującym z Händlem.

### Händel w kulturze popularnej
Postać kompozytora zaznaczyła się w kulturze popularnej; między innymi w roku 2007 nakręcono film Georg Friedrich Händel – Das Geheimnis eines Genies. Do kultury masowej przenikają także jego utwory lub ich fragmenty, choć odbiorcy nie muszą mieć świadomości ich autorstwa. Najbardziej znanym przykładem jest dokonana w roku 1992 przez Tony’ego Brittena adaptacja muzyki z kantaty koronacyjnej Händla Zadok the Priest, która stała się oficjalnym hymnem rozgrywek Ligi Mistrzów UEFA. Również w znanych filmach historycznych – Szaleństwie króla Jerzego bądź Młodej Wiktorii jest częściowo wykorzystywany Zadok the Priest. Ponadto niektóre utwory kompozytora, zwłaszcza chór Hallelujah z Mesjasza bądź ustępy z Muzyki dla Królewskich Ogni Sztucznych, są wykorzystywane przez twórców kultury popularnej, dzięki czemu twórczość Händla znana jest szerokiemu odbiorcy.

## Posłuchaj
| (audio)                                      | \| (info) \| \| Fantazje 8, 12 i Carillon \| \| (info) \| \| Sonata e-moll – adagio \| \| (info) \| \| Sonata e-moll – allegro \| \| (info) \| \| Sonata e-moll – grave \| \| (info) \| \| Sonata e-moll – allegro 2 \| \| (info) \| \| Gigue – HWV 433 \| \| Problem ze ściągnięciem pliku? Zobacz pomoc. \| |
| (info)                                       | |
| Fantazje 8, 12 i Carillon                    | |
| (info)                                       | |
| Sonata e-moll – adagio                       | |
| (info)                                       | |
| Sonata e-moll – allegro                      | |
| (info)                                       | |
| Sonata e-moll – grave                        | |
| (info)                                       | |
| Sonata e-moll – allegro 2                    | |
| (info)                                       | |
| Gigue – HWV 433                              | |
| Problem ze ściągnięciem pliku? Zobacz pomoc. | |